# Félix Neff
Pour les articles homonymes, voir Neff.
Félix Neff, né le 8 octobre 1797 à Genève et mort le 12 avril 1829 dans la même ville, est un pasteur protestant suisse qui exerce la quasi-totalité de son ministère en France, essentiellement dans le Dauphiné, où il œuvre en tant qu'évangéliste, enseignant, agronome et ingénieur. Il contribue à faire évoluer la situation de ces hautes vallées sur le plan moral, social et économique. Il est souvent comparé à Jean-Frédéric Oberlin, le pasteur de Waldersbach (Le Ban de la Roche) en Alsace.

## Jeunesse et conversion
Félix Henri Neff est né dans une famille protestante séparée. Le père, Jean Henri Neff, se désintéressera très tôt et totalement de son fils. Il vivait à Paris où il s'était réfugié après avoir participé aux événements révolutionnaires de Genève, à la fin du XVIIIe siècle. D'esprit voltairien et tout à fait acquis à l'esprit des Lumières de l'époque, il croyait en l’avenir d’une humanité « éclairée » et fit encore le coup de feu sur les barricades en 1830 à Lyon. Sa mère, Jeanne-Pernette Bonneton, n'étant pas pratiquante et tout au plus déiste, il a été baptisé, le 14 octobre 1797 au temple de Saint-Germain, mais il n'a pas eu d'éducation religieuse ; il aimait cependant fréquenter les assemblées des « Chrétiens pour la Nouvelle Église », lisait les Psaumes, Plutarque, Jean-Jacques Rousseau et un pasteur lui donnait des cours de latin. Très jeune, il est placé chez un jardinier qui laisse penser à sa mère qu'il facilitera son entrée au Jardin des Plantes, à Paris. Il travaille ensuite chez plusieurs fleuristes où il fait preuve d’un grand intérêt pour son activité, allant même jusqu’à écrire un livre sur la culture des arbres. La situation économique de la famille devenant difficile, sa mère l'adresse à un pasteur qui lui propose une place d'aide-pharmacien que Félix Neff refuse. Faute d'autres solutions, il accepte de s'engager dans le régiment d'artillerie de la Garde de la ville, ce qu'il fait à dix-sept ans, accédant même au grade de sergent deux ans plus tard. C’est à l’occasion de l’exercice de ses fonctions de sous-officier qu’il fait connaissance des « Momiers » de l’Église indépendante née du Réveil. Cette « secte » étant mal perçue par la population, ses membres sont l’objet de nombreuses vexations et violences et c’est pour les défendre que la Garde intervient. Neff ne partage absolument pas leurs conceptions du christianisme et il s’offusque même que l’on veuille les défendre. À ce moment, il est bien entendu loin de se douter qu’il allait bientôt adhérer à leurs idées. C’est après la lecture d'un petit traité traduit de l’anglais, « Le miel découlant du rocher », qu’il passe par une conversion personnelle profonde et qu’il décide de consacrer sa vie à l'annonce de la Parole de Dieu. Il quitte alors l'armée, en 1819, et part annoncer l'évangile, d’abord en Suisse.

## Premières missions
N'ayant pas fait d’études bibliques, Félix Neff commence à se perfectionner dans l’étude de la Bible avec les pasteurs de l’Église indépendante, notamment Émile Guers, puis, fin 1820, il commence une campagne d’évangélisation comme évangéliste indépendant et itinérant. Après Genève, il passe dans les cantons voisins (Neuchâtel, Bâle, Jura bernois), prêche dans les prisons, et ce tout en travaillant pour gagner sa vie. Son style de prédication est très peu académique, faisant preuve d'une grande liberté de ton, essentiellement axé sur la corruption de l'homme et le besoin de conversion. Ce discours ne plaît pas beaucoup aux pasteurs établis qui l'accusent de provoquer des troubles dans leurs églises. Il se sent vite incompris dans son pays et cherche à partir pour gagner un peu d’indépendance. Ayant entendu dire que le pasteur de Grenoble, César Bonifas, recherchait un évangéliste pour le remplacer pendant quelque temps, Félix Neff part aussitôt. Il est vite déçu car il retrouve le même conformisme qu'à Genève et la pesanteur du formalisme ecclésiastique dans un milieu « réfractaire essentiellement ». C'est donc avec soulagement qu'il répond à l'appel du pasteur Raoux de Mens dans le Trièves, qui cherche à son tour un remplaçant temporaire.

## Mission à Mens dans le Trièves

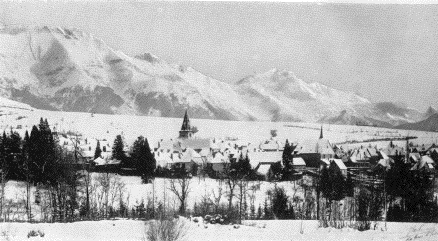
Mens et les montagnes du Trièves (Isère). L’Obiou (2.793 m.) et le Grand-Ferrand (2.761 m.).

Neff arrive à Mens le 28 décembre 1821 où, en l'absence du pasteur Scipion Raoux, il travaille avec son collègue Aimé Blanc. Il pensait y trouver une paroisse dont les habitants, de mœurs plus simples, seraient, au moins par tradition, plus attachés à la foi chrétienne que ceux de Grenoble. Les auditoires étaient considérables (environ douze cents personnes) mais, pour Félix Neff : « Tout ce beau monde est mort. » Son opinion sur son collègue est d’ailleurs semblable : « Blanc à mon avis, quoique très orthodoxe, bon enfant et même très zélé, dort encore de toutes ses forces dans le protestantisme ». Très rapidement il doute fort de pouvoir rester à Mens car les Suisses ont écrit au pasteur et au Consistoire pour les mettre en garde contre son enseignement et ses méthodes. Félix Neff ne se décourage pas et se met à l’œuvre avec zèle, allant jusqu’à apprendre le patois pour se faire comprendre de son auditoire. Bientôt le Réveil éclate dans toutes les paroisses, surtout parmi les jeunes et Félix Neff écrit : « J'ai vu du réveil dans deux communes qui jusqu'ici avaient dormi du plus profond sommeil » . Le pasteur titulaire étant revenu, la plupart des chefs de famille s’adressent au Consistoire pour lui demander de retenir Félix Neff comme pasteur catéchiste, s'offrant de le payer de leurs deniers, ce que ledit Consistoire accepte le 11 juin 1822. Pendant l’absence du pasteur titulaire, Neff a vécu en parfaite harmonie avec son collègue Blanc, qu’il a su attirer insensiblement dans ses vues, mais le pasteur Raoux qui était de retour, n'aime pas les « mystiques de Genève, les novateurs » et il reproche à Neff les assemblées du soir et celles que, pendant l'été, il tient en pleine campagne le dimanche après-midi. L'affaire se corse, aussi Neff doit-il aller à Paris pour justifier son action devant le Consistoire. Mais pendant son absence le Réveil s’est étendu à un point tel que les croyants organisent eux-mêmes des assemblées chez eux. À son retour, Neff poursuit son œuvre avec le même zèle et le même succès. Il juge cependant alors nécessaire d’être ordonné par une église officielle, ne serait-ce que pour faciliter son insertion dans une église protestante très sensible au formalisme ecclésial.
Cependant, n'ayant fait aucune étude régulière, il doit aller chercher cette ordination auprès des églises indépendantes d'Angleterre qui exigent moins de connaissances et privilégient la ferveur et la profondeur spirituelle. Félix Neff part donc pour Londres où il est consacré le 19 mai 1823 dans la chapelle congrégationaliste de Poultry. Il ne s’attarde pas dans la capitale britannique et, dès le 28 mai il est à Paris, envisageant même de rejoindre Mens le plus vite possible. Il y restera cependant jusqu’au 28 juillet parce qu’entre temps il a reçu de très mauvaises nouvelles pour son avenir pastoral dans le Trièves.
Pendant l’absence de Neff le pasteur Raoux n’a cessé d'intriguer contre lui. Opposé aux convictions et aux méthodes de Neff, mais ne pouvant le combattre sur ce terrain, il espère le faire éloigner en montant une cabale politique. Professant lui-même des opinions très royalistes, il présente Neff comme « l'envoyé du parti anglais pour aliéner les Français du gouvernement et des Bourbons ». Neff est même dénoncé à la police générale de Paris et le préfet de l'Isère est saisi de l’affaire. Le pasteur Bonifas, de Grenoble, outré et effrayé, conseille à Neff de ne pas revenir. « Le préfet, lui écrivit-il, est dans de telles préventions qu'il parle de vous faire arrêter si vous venez dans le département de l'Isère et de ne point vous souffrir. Blanc, également, redoute le retour de Neff et lui demande d'y surseoir. Bien plus, on avertit Neff qu'il serait tué s'il retournait à Mens !
Neff ne se laisse cependant pas intimider et le 28 juillet il est de retour à Mens où il reçoit un accueil enthousiaste, les habitants n’hésitant pas à faire des kilomètres pour venir entendre ses sermons. Il fait cependant tout pour empêcher que ce retour ne soit perçu comme un triomphe personnel et il évite de présider des réunions de veillée. Très vite, il comprend qu’il doit renoncer à toute assemblée et que toute réconciliation avec Raoux est impossible. Il fait alors dire au préfet que le Consistoire allait chercher un autre pasteur et qu’il était prêt à se retirer. Neff quitte Mens à la fin d'août 1823. Pendant le mois de septembre, il visite les églises de Bourgoin, Vienne, exhorte par lettre les Mensois, et se tient en contact avec eux. Il fait aussi une excursion dans la Haute-Drôme et un court voyage à Lyon. C’est alors qu’on lui propose deux postes, un dans les Hautes-Alpes, un autre près de Montpellier. Neff n’hésite pas très longtemps et dès la fin septembre il choisit les Hautes-Alpes car : « Dans les Alpes, je serais seul pasteur, et par conséquent libre ; dans le Midi, entouré de pasteurs, la plupart amis du monde, je serais sans cesse inquiété ».

## Le champ de mission des Hautes-Alpes

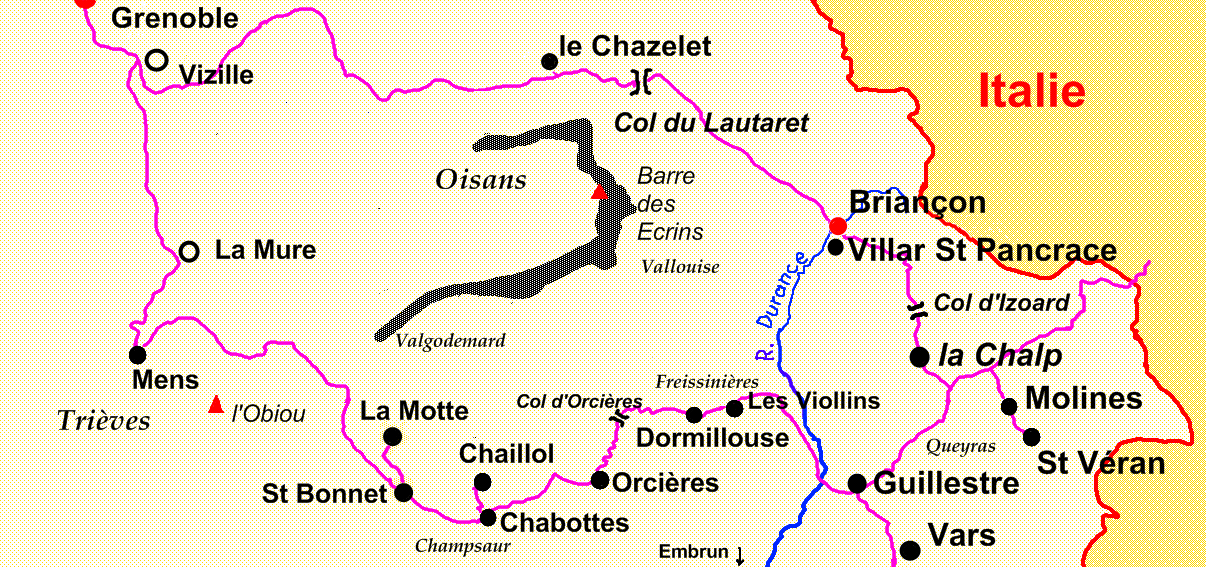
Le champ de mission de Félix Neff.

Neff part de Grenoble le 9 octobre 1823, remonte la vallée de la Romanche et s'arrête au Chazelet, près de La Grave, premier hameau de sa future paroisse où il y a cinq ou six familles protestantes. Le peu de protestants de ce village sont tous nés catholiques ; ils ont été convertis au protestantisme vingt ans plus tôt par un homme de leur village, qui avait été instruit lui-même par le père du pasteur Blanc de Mens, qui habitait alors Briançon. Depuis, ils n’ont que très rarement reçu la visite de pasteurs mais Félix Neff constate qu’« ils connaissent la Bible mieux que moi-même ».
Il descend ensuite à Briançon où le sous-préfet lui refuse l'autorisation de remplir les fonctions de pasteur, parce qu'il est étranger et qu'il n'a pas reçu de vocation du Consistoire des Hautes-Alpes à Orpierre.
Après Briançon, Félix Neff se presse d’aller visiter les autres villages de son immense paroisse dans les vallées de Freissinières, du Champsaur et du Queyras ; il ne les quittera que pour de rapides missions à Mens ou dans les Vallées vaudoises italiennes.

### Un pasteur illégal mais toléré
Félix Neff a en fait vécu et travaillé en France dans la situation d’illégalité la plus totale. En effet, les articles organiques de la loi du 18 germinal an X (8 avril 1802) faisaient obligation aux pasteurs d’être français et d’avoir reçu une vocation du consistoire locale, en l’occurrence de celui d’Orpierre ; ils devaient par ailleurs prêter serment au gouvernement. Ce dispositif allait être renforcé par une circulaire du ministère de l’Intérieur adressée le 30 mai 1820 à tous les présidents de consistoires qui spécifiait que seuls les pasteurs titulaires du diplôme de bachelier en théologie délivré par les Facultés seraient autorisés.
Félix Neff va essayer de régulariser sa situation en demandant officiellement sa naturalisation le 15 janvier 1824 à la préfecture de Gap. Elle sera rejetée le 10 juin par le Garde des Sceaux au motif des incidents survenus à Mens, même si, à la préfecture de l’Isère, on reconnaissait que les accusations n’étaient étayées par aucune preuve. Il s’agissait en effet d’une cabale montée par le pasteur Raoux de Mens appuyé par quelques paroissiens qui envoyèrent des rapports à la préfecture de l’Isère accusant Félix Neff de diviser les protestants, de provoquer un schisme, de tenir des réunions secrètes et de chercher à gagner des partisans au gouvernement anglais.
La présence de Félix Neff a donc été seulement tolérée par les autorités et ce, semble-t-il, parce que le président du consistoire d’Orpierre, le pasteur d’Aldebert, et les communautés protestantes locales lui étaient favorables et parce qu’aucun incident n’était à signaler. Félix Neff n’aurait quand même pas été admis comme pasteur s’il avait été intégré dans la nationalité française car il n’était pas titulaire du diplôme officiel requis, sa reconnaissance par une église anglaise n’ayant aucune valeur légale en France.
Félix Neff n’étant pas reconnu comme pasteur concordataire, il ne recevait donc aucun traitement de la part de l’État. On sait qu’il recevait une aide matérielle de la Société des Missions Continentales de Londres, mais l’on ignore si les églises du Queyras, de Freissinières et de Saint-Laurent-du-Cros le soutenaient financièrement. Ce n’est pas impossible puisque les habitants du Queyras demandèrent en 1827 « un pasteur qui pût tirer le traitement du gouvernement ». À la même époque d’ailleurs, le président du Consistoire mettait Neff en demeure de répondre s'il comptait encore desservir ce pays. On sait que pour subvenir à ses besoins il entretenait un petit jardin, à Dormillouse se situant au fond de la vallée de Freissinières.

### La paroisse de Félix Neff
La paroisse de Félix Neff s'étendait sur plusieurs vallées d'accès très difficile où vivaient quelques groupes de protestants qui ignoraient même parfois l'existence les uns des autres.

#### L’étendue de la paroisse

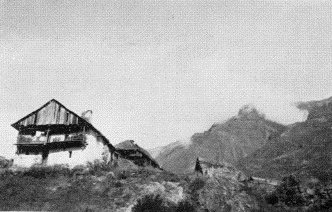
La maison de Félix Neff à Dormillouse (état avant 1930).

Ce champ de mission recouvrait essentiellement le Queyras, Le Champsaur, la vallée de Freissinières ainsi que quelques hameaux isolés dans plusieurs secteurs des Hautes-Alpes :
- Queyras : Arvieux (La Chalp), Molines, Saint-Véran, et plusieurs autres hameaux ;
- Champsaur : Chabottes, Chaillol, Forest-Saint-Julien, Saint-Bonnet-en-Champsaur, La Motte-en-Champsaur et Orcières ;
- Freissinières : Dormillouse, Les Mensals, Les Viollins, Les Ribes ;
- Oisans : Le Chazelet, près de La Grave ;
- Guillestre, Vars, Villar-Saint-Pancrace (près de Briançon)[11].

Ce champ de mission était difficile à visiter en raison de son étendue et de la difficulté d'y accéder, particulièrement en hiver. Félix Neff passait donc un temps considérable en déplacements ; les horaires qu'il donne lui-même permettent d'avoir une vision plus précise :
- De La Chalp à Cervières : trois heures par beau temps, sans neige ;
- De Briançon à la Grave : au moins huit heures ;
- De Briançon à Feissinières (Pallon) : cinq heures ;
- De Guillestre à Château-Queyras : sept heures ;
- De Pallon à Dormillouse : quatre heures, en empruntant un chemin glacé en hiver ;
- De Dormillouse à Orcières : neuf heures, en passant le col d’Orcières (2782m), enneigée dès le mois d’octobre, du moins à cette époque.

C'est donc en totalité près de trois cent vingt kilomètres que Neff devait parcourir, toujours à pied, dans les chaleurs de l'été comme dans les glaces de l'hiver, pour visiter tous ses paroissiens. Comme il l'écrivit lui-même après une tournée au cours de laquelle il ne visita ni les hameaux de la Grave ni ceux du Champsaur : « Voilà l'histoire d'une de mes rondes ; j'en ai autant à faire continuellement. Elles me prennent vingt et un jours ; puis c'est à recommencer ».

#### L'organisation de la paroisse
Depuis juin 1824, la paroisse de Félix Neff était rattachée à l’Église Consistoriale d’Orpierre, créée dans le cadre des articles organiques du 18 Germinal an X (18 avril 1802), qui regroupait tous les protestants des Hautes-Alpes, la grande majorité d’entre eux vivant d’ailleurs dans le sud du département.
Cette paroisse comptait quatre cent cinquante protestants dans le Queyras, quatre cents à Freissinières, une centaine dans le Champsaur et quelques familles dispersées à Villar-Saint-Pancrace, le Chazelet, Guillestre et Vars. Elle disposait de quatre temples, à Saint-Véran (construit en 1804), Arvieux (1806), les Viollins (1824) et l’ancienne chapelle de Dormillouse ; d’autres chapelles avaient été données au culte protestant en 1808, mais les protestants n’avaient pas pu en prendre possession, soit que leur situation géographique ne leur ait pas convenu (La Grave), soit en raison de l’opposition des municipalités (Villar-Saint-Pancrace, Vars-Sainte-Marie, Orcières).
Bien que considéré comme le pasteur de Freissinières, Félix Neff était officiellement affecté au Queyras où il disposait du presbytère d'Arvieux, à La Chalp, construit en 1819-1820. Lorsqu'il se trouvait dans la vallée de Freissinières, il résidait à Dormillouse dans une maison louée, ou mise à sa disposition, au quartier des Romans.
À l’arrivée de Félix Neff, il n’y avait plus de pasteur titulaire en poste dans les vallées qui n’étaient donc desservies que de façons occasionnelle, les pasteurs désignés ne restant pas longtemps en poste et les pressentis n’acceptant que rarement les propositions. Pour la période avant l’arrivée de Félix Neff, on sait qu’en 1798 le Queyras, Freissinières et Vars étaient encore desservis par un pasteur genevois établi à Arvieux et que le Champsaur n’avait plus de pasteur depuis la Révolution. Globalement, et pour tout le département, à la fin de l’Empire, l’église réformée n’avait qu’un seul pasteur tandis que l’église catholique comptait deux cent sept ecclésiastiques.

### État social, moral, économique et religieux des vallées

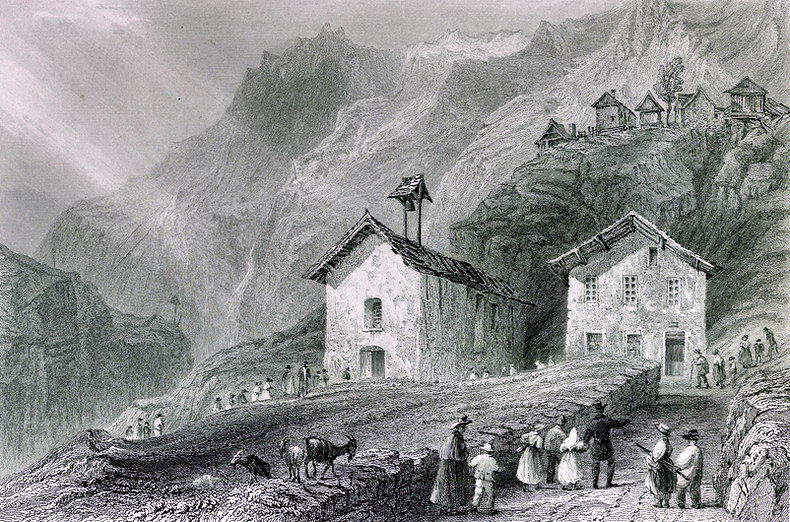
Dormillouse - Le Temple et l'École de Felix Neff.
Gravure de William Henri Bartlett, publiée en 1838 dans 'The Waldenses or Protestant Valleys of Piedmont, Dauphiny and the Ban de la Roche ' de William Beattie.

Les montagnards lui font bon accueil, s'étonnant de son agilité à gravir leurs rochers et de la facilité avec laquelle il se fait à leur genre de vie, mais il est profondément marqué par la situation qu’il découvre, surtout à Freissinières, sur le plan social, moral économique et religieux. La plupart des habitations n’ont ni cheminées ni fenêtres et, pendant les sept mois d’hiver, la famille vit à côté des animaux pour avoir quelque chaleur, le fumier n’étant enlevé qu’une fois par an. Il n’y a bien entendu pas de médecin et les habitants ne savent faire ni bouillon ni tisane ; on va même jusqu’à donner aux malades du vin et de l’eau de vie. Les habitants sont sales, mal vêtus et n’ont aucune hygiène alimentaire non plus ; le pain, fait de seigle pur grossièrement moulu n’est cuit qu’une fois par an, ceci faute de combustible. Ils sont extrêmement sauvages, surtout les jeunes, au point qu’ils se précipitent dans leurs maisons dès qu’ils aperçoivent un étranger. Enfin, les femmes sont traitées avec dureté et mépris. Elles ne se mettent pas à table et ne mangent pas avec les hommes qui leur donnent un peu de nourriture par-dessus l'épaule, sans même se retourner.
Sur le plan religieux, la situation n’est guère meilleure et Félix Neff ne trouve plus chez ces purs descendants des Vaudois « la connaissance du Seigneur ». La plupart ont encore du respect pour les Saintes Écritures mais ils ignorent quasiment tout de la doctrine protestante, et ce à un point tel qu’ils n’avaient rien compris à ce que leur avait enseigné un pasteur qui était venu les visiter quelques mois avant l’arrivée de Félix Neff. Cette situation est la conséquence directe de l’absence quasi totale d’éducation religieuse pendant près d’un siècle et du manque d’ouvrages religieux. À Freissinières, Félix Neff n’a en effet trouvé dans toute la vallée que quelques Bibles et Nouveaux Testaments catholiques (Bible de Louvain et N.T. du père Amelot.)

### L'œuvre de Félix Neff dans les vallées
Confronté à cette situation assez catastrophique, Félix Neff va consacrer toute son énergie et tout son temps à essayer d’améliorer la vie des habitants et à les rétablir dans la foi de leurs ancêtres.

#### L’œuvre sociale
Félix Neff va privilégier l’instruction de ses paroissiens car leur ignorance est vraiment profonde. Ne pouvant faire venir des instituteurs lorsqu’il arrive à l’automne 1823, il va lui-même donner des leçons à tous ceux qui veulent bien en recevoir, aussi bien grands que petits. L’année suivante, il fait venir à Dormillouse deux instituteurs du Queyras et commence l’installation d’une école dans un bâtiment commun qu’il réussit à aménager complètement, avec même un poêle, grâce à des subsides venus de Suisse. L’enseignement porte sur les matières essentielles (la lecture, l’écriture, la grammaire et la géographie) et la journée scolaire dure quatorze heures. Les cours n’ont lieu cependant qu’en hiver, les enfants travaillant tous pendant les beaux jours. Les progrès sont très lents car les élèves (environ vingt-cinq) ne parlent qu’en patois, mais en fin d’année quelques-uns d’entre eux parviennent à lire passablement. Félix Neff réussit même à persuader les parents de laisser leurs filles suivre des cours au moins deux fois par semaine. Un an après, il fonde enfin une école normale destinée à fournir des instituteurs à tous les villages de la paroisse (Cette école normale fonctionna pendant deux ans sous la direction de l’instituteur du Champsaur). Les élèves qui ne sont pas du village vivent ensemble. Ils sont logés gratuitement chez l’habitant et prennent leurs repas en commun, Félix Neff s’occupant en plus de toute l’intendance.
Ayant constaté l’archaïsme des méthodes agricoles des habitants, Félix Neff réussit à les persuader d’évoluer. Ainsi, il leur apprend à cultiver les pommes de terre en espaçant davantage la plantation afin de permettre de les butter pendant l’été et d’obtenir ainsi une meilleure récolte ; la résistance au changement est forte mais les résultats finissent par convaincre les plus réticents. Les paysans de Dormillouse n’irriguant pas leurs prairies, il fait dégager les canaux abandonnés depuis longtemps et nomme un commissaire chargé de la répartition de l’eau ; il profite d’ailleurs des circonstances pour creuser un long canal au travers de la montagne afin d’alimenter les trois fontaines du hameau. Il réussit même à persuader une famille des Minsars (les Mensals), dans la vallée de Freissinières, de rebâtir sa maison afin d'améliorer leur hygiène de vie et de ne plus laisser le fumier dans l'étable qui leur sert de poêle tout l'hiver.

#### L’œuvre spirituelle
Félix Neff va consacrer l’essentiel de son temps à essayer de ranimer la foi dans le cœur de ses paroissiens qu’il estime totalement endormis dans des pratiques cultuelles dont ils ne comprennent d’ailleurs pas toujours les bases essentielles. Il va mener une double action de réévangélisation en urgence, en prêchant partout et en tous temps, et de formation en profondeur des catéchumènes.
Dès son arrivée dans les Hautes-Alpes, il commence l'instruction des catéchumènes. En février 1824 il y en a cinquante dans le Champsaur, quarante dans le Queyras et quatre-vingts à Freissinières dont certains très âgés car personne n'avait fait le catéchisme depuis vingt ans ; il faisait le catéchisme le soir, parce que les garçons travaillaient aux carrières d'ardoises et que les filles gardaient les brebis pendant la journée. Les réunions duraient jusqu’à onze heures du soir et les participants, qui venaient parfois des autres hameaux de la vallée, devaient éclairer le chemin avec des torches en paille. Son enseignement était très simple mais complet, couvrant la totalité de la doctrine chrétienne, de la chute au salut. Malgré tous ces efforts, les catéchumènes n’avancent que très lentement et, en juin 1824, Félix Neff n’en a encore admis aucun.
En même temps que les catéchismes et les écoles, Neff institue partout où il le peut des réunions d'édification mutuelle qui avaient été le moyen du Réveil à Mens. Dans le Champsaur, il laisse en son absence la charge de ces assemblées à l'instituteur, Ferdinand Martin, qui faisait d'ailleurs le catéchisme et des services aux temples. Neff passe les veillées dans les étables ; on chante des Psaumes ; il explique quelques paroles de la Bible. Les sermons et le catéchisme se font souvent aussi dans les étables. Ailleurs c'est à l'auberge, au cabaret, qu'on se réunit, et Neff explique un chapitre. Il parle aux paysans et quelquefois doit les reprendre un peu rudement tant il a de peine à les amener à des conversations spirituelles.
Jusqu’en mars 1825, il ne constata aucune évolution chez ses paroissiens, mais à partir de cette date le Réveil commença à se manifester, d’abord au Mensals, le hameau le moins civilisé et le plus pauvre de Freissinières, chez les frères Besson. Il s’étendit ensuite progressivement mais sûrement à Dormillouse, grâce à une paroissienne, Suzanne Baridon qui ne laissait pas s’éteindre la flamme, surtout chez les jeunes filles, lorsque Félix Neff n’était pas là. Toute la vallée fut ensuite gagnée, le Réveil ayant touché des âmes dans tous les hameaux, ce qui obligeait Neff à se déplacer sans cesse pour prêcher.
Félix Neff poursuivit son œuvre dans le Queyras et le Champsaur mais il ne constata aucun signe de Réveil. En juillet, il alla dans les vallées vaudoises du Piémont où il y trouva la même tiédeur qu’en France. En mai 1827 cependant, André Blanc, son collègue de Mens, constata lors d’une visite de réels progrès, et au printemps 1828, un véritable réveil.

## Premières atteintes de la maladie et départ des Hautes-Alpes
L'année 1826 et le printemps de 1827 furent aussi remplis pour Neff que les années précédentes. Malgré son état de santé, il continua à diriger son école de Dormillouse, à parcourir le Queyras, la vallée de Freyssinières et le Champsaur.

### Premières atteintes de la maladie
À partir de l’été 1826, Félix Neff commença à ressentir les premières douleurs du mal qui allait l’emporter. Il attribue ses maux d’estomac à l'usage d’aliments grossiers, à l'irrégularité du régime alimentaire et aussi à la malpropreté des ustensiles de cuivre. Il fit d'abord peu attention à ces indispositions et décida de passer encore un hiver dans les Hautes-Alpes, mais cet hiver, plus long et plus rigoureux que les trois précédents, a achevé de détruire sa santé. Bientôt, ne pouvant plus supporter aucun aliment, pas même de légères infusions et voyant ses forces diminuer rapidement, il comprit qu’il était temps pour lui d’aller se faire soigner et donc de quitter le pays.

### Départ des Hautes-Alpes
Félix Neff commença par faire ses adieux au Queyras et quitta Arvieux le 27 avril 1827.
Arrivé à Freissinières, il prêcha dans le temple des Viollins puis, ayant pu manger un peu, il remonta en chaire l'après-midi avant de se rendre le soir même à Dormillouse, où il tint encore une réunion au temple. Le lundi, il se sentit si bien qu’il prit la résolution de ne pas partir encore et de refaire une tournée complète des hameaux de la vallée, en attendant la grande foire de Guillestre où il espérait vendre la plupart des Bibles, Nouveaux Testaments et autres livres qui lui restaient encore. En descendant de Dormillouse le mardi, il tint donc des réunions dans la vallée puis il se rendit à Champcella et au Serre où avait commencé un Réveil parmi les catholiques.
Il descendit ensuite à la foire de Guillestre pour vendre ses Bibles avant de prendre à Mont-Dauphin la diligence de Gap. La bonne qualité des aliments des auberges d'Embrun et de Gap lui ayant rendu momentanément quelque force, il put franchir à pied le col Bayard pour se rendre en Champsaur, où il prêcha plusieurs fois le samedi et le dimanche.
Il reprit encore la route et la diligence pour aller à La Mure, puis il se rendit à Mens d’où on était venu le chercher à cheval. Pendant le temps qu’il passa à Mens, il prêcha plusieurs fois chaque dimanche et tint, chaque soir, de nombreuses réunions. Les habitants des hameaux éloignés venaient le chercher pour qu’il puisse prêcher chez eux. Il était appelé de tous côtés. Cependant, et quoique son état de santé se soit un peu amélioré, il décida de partir. Le dimanche 11 juin, il prêcha trois fois au temple et il tint trois ou quatre réunions ; il ne prit pas un instant de repos depuis le matin jusqu'à dix heures du soir.
Le lendemain, le lundi 12 juin, de très bonne heure, il fut accompagné à cheval à La Mure ; la route était couverte de gens qui attendaient pour lui dire adieu. À La Mure, il prit une diligence pour Grenoble, où il arriva malade et il souffrit toute la journée du mardi.
Le mercredi, il partit pour Genève où il arriva le lendemain 15 juin 1827.

## Le séjour à Plombières et la fin
Arrivé à Genève, ses souffrances s’aggravèrent encore, au point qu’il ne pouvait même pas écrire. Quelque temps après cependant, il se sentit mieux et pendant quinze jours il prêcha sept à huit fois.
Profitant de cette amélioration passagère, Félix Neff se remit aussi à écrire à ses amis des vallées, à Suzanne Baridon de Dormillouse, à ceux d’Arvieux pour indiquer quand et comment organiser les réunions du soir, à un de ses anciens élèves, Jean Rostan, qu'il ne pouvait faire inscrire à la Faculté de théologie protestante de Montauban, à Émilie Bonnet de Mens, où le Réveil se poursuivait, etc. Cependant, Neff ne s'abusait point sur son état.
Un an après son arrivée en Suisse, son médecin, après beaucoup d'essais, lui ordonna les eaux de Plombières.
Parti de Genève le 19 juin, il traversa la Suisse et il rencontra beaucoup de ses amis qui ne le reconnurent pas tant il avait vieilli ; on prenait partout sa mère pour sa femme, malgré ses soixante-sept ans.
Arrivé à Plombières le 6 juillet, Félix Neff se mit aussitôt à évangéliser les personnes de son entourage, catholiques ou protestantes. Il accepta même de présider le culte, à la demande de l’épouse du Préfet des Vosges qui était protestante. Sa santé ne cessa cependant pas de se détériorer et, à partir de la fin septembre, il ne s’alimenta presque plus et resta au lit presque toute la journée. Comme il commençait aussi à souffrir d'une insomnie rebelle, il écrivit alors de nombreuses lettres. De nouveaux traitements, d'autres régimes sont essayés, mais sans grand succès.
Finalement, estimant que les soins de Plombières ne lui apportaient pas d’amélioration, il décida de retourner à Genève, d’autant qu’il trouvait trop onéreux les frais du séjour pour lui-même et sa mère. Il quitta les Vosges le 29 octobre.
De retour à Genève, sa santé se dégrada encore. Sa nourriture consistait en quelques petites tasses de lait d'ânesse qu’il digérait difficilement, aussi il ne quitta pratiquement plus le lit. Environ quinze jours avant sa mort, se regardant dans un miroir et découvrant sur sa physionomie des signes non équivoques de décomposition, il laissa éclater quelque joie : « Oh ! oui, bientôt, bientôt, je m'en vais vers mon Dieu ! ». Il n’arrivait pratiquement plus à dicter ses lettres et ne pouvait soutenir aucune conversation ; il profitait cependant d’améliorations passagères pour dicter encore de petites lettres aux Alpins.
Sentant la mort approcher, il se confessa à son ami le pasteur Guers. Ses amis vinrent le veiller tour à tour, mais il ne voulait pas les appeler pour ne pas les gêner. Souvent, il passait ses bras autour de leur cou pour les embrasser, les remercier, et les exhorter de toute son âme à se dévouer au Sauveur. Sa voix s'était affaiblie au point qu'il fallait se tenir très près de lui pour l'entendre et ce n'était qu'avec effort qu'il parlait mais, ensuite, il en ressentait de vives douleurs.
Félix Neff rendit l’âme dans la matinée du 12 avril 1829, après quatre heures d’agonie.
Deux jours après, ses amis accompagnaient sa dépouille mortelle. Les pasteurs Bost, Empaytaz, Malan et Guers lurent sur sa demeure passagère quelques verset de la Bible. Et comme il en avait témoigné le désir, ses nombreux amis chantèrent des vers d'Alexandre Vinet, dont les stances se terminent par celui-ci : « Ils ne sont pas perdus, ils nous ont devancés ! ».

## La religion de Félix Neff
Né d’une mère déiste et d’un père voltairien, son milieu familial ne prédisposait pas spécialement Félix Neff à devenir un ardent prédicateur de l'Évangile. Il fut certes un excellent catéchumène, appliqué à l’étude des écritures et intransigeant dans l’application stricte des thèses calvinistes enseignées par la Compagnie des pasteurs de Genève, mais avant sa conversion il ne manifestait qu’aversion pour les « momiers » de l’Église indépendante née du Réveil. On sait que c’est la lecture d’un petit opuscule, Le Miel découlant du rocher, présentant essentiellement la doctrine du salut par la foi et par la grâce, qui entraîna une conversion immédiate, profonde et durable puisqu’elle décida de l’orientation de toute sa vie.

### Sa vocation
Félix Neff était profondément convaincu que Dieu l’avait appelé à consacrer sa vie à proclamer la Bonne Nouvelle du salut en Jésus-Christ. Sa vocation au ministère repose sur cet appel intérieur que confirmait d’ailleurs, selon lui, le fait qu’il avait été appelé de nombreuses fois par des Consistoires pour prêcher dans leurs églises et qu’il s’en était suivi de nombreuses conversions .

### Prévention contre les études théologiques
Félix Neff n’entreprit aucune étude théologique ou biblique et se lança immédiatement dans l’évangélisation. Il estimait en effet que les études théologiques non seulement n’étaient en rien nécessaires pour toucher le cœur des hommes mais encore, qu’elles risquaient davantage de détruire la simplicité de la foi que de l'édifier. 

S’il envoya quelques-uns de ses élèves de Dormillouse faire des études préparatoires à Paris puis à la Faculté de théologie protestante de Montauban c’est surtout afin qu’ils puissent obtenir l’ordination officielle de l’église protestante concordataire. Il les mettait d’ailleurs en garde dans une lettre en leur écrivant : « Il est à désirer que vous puissiez vous occuper de ces choses comme un chimiste manie des poisons ».

Il ne méprisait cependant pas toute culture et il demandait à ses anciens élèves envoyés à Paris de suivre des cours à la Sorbonne, au Muséum, au Collège de France. Félix Neff leur recommandait d'acquérir une culture générale aussi vaste que possible, d'élargir leurs vues, de former leur jugement, de devenir « capables de comprendre tout ce qu'on lit ou ce qu'on entend dire aux gens instruits ».

### Le Réveil
Félix Neff n’était pas un pasteur mais un évangéliste ou un « revivaliste » comme on dirait aujourd’hui. 

D’une manière générale, du point de vue dogmatique, le Réveil réagit fortement contre la tendance alors dominante dans le protestantisme, qu’on appelle en général « libérale modérée» issue de l’élaboration théologique du XVIIIe siècle sous l’influence des idées des Lumières et qui réduit le christianisme à la religion des bonnes œuvres dictées par la conscience et la morale.
 
Contrairement à d’autres prédicateurs du Réveil pour lesquels le Réveil doit être un retour à la dogmatique des premiers Réformateurs, Félix Neff prêche essentiellement la conversion personnelle de tous les chrétiens, qu’ils soient protestants ou catholiques. Il juge d’ailleurs avec plus de dureté l’évolution de l’Église protestante moderniste que l’Église catholique :

« L'Église romaine est un arbre dont le cœur est sain, mais dont l'écorce est surchargée de mousse, de gui et d'autres plantes parasites.

« L'Église néologue est un arbre dont le bois est pourri, mais dont l'écorce est encore saine et de belle apparence. 

Pour ramener l'Église romaine à la véritable foi, il n'y a qu'à racler son écorce, mais si l'on veut racler les néologues il ne reste que de la poussière».

### Les relations avec les catholiques
Félix Neff n’a pas cherché à convertir les catholiques au protestantisme et il n’a pas évité le dialogue avec les prêtres des paroisses ou les simples paroissiens.
Ce dialogue a cependant été difficile en raison des préventions réciproques de l’époque et de l’impossibilité d’établir un dialogue religieux en dehors de toute controverse doctrinale, ce que Félix Neff refusait, y compris d’ailleurs avec les pasteurs protestants. 

Il est cependant certain que le Réveil dans les vallées a eu également des répercussions chez les catholiques qui assistaient parfois aux prêches de Félix Neff et que quelques-uns se sont convertis dans le Queyras et à Champcella (près de Freissinières).

### Le refus de toute controverse
Félix Neff annonçait Christ et Christ crucifié et ne voulait pas entrer dans des discussions sur les points de doctrine contestés entre les chrétiens, toutes tendances confondues.
Ainsi, à un prêtre qui veut organiser des réunions contradictoires pour « expliquer le point fondamental de notre religion », il lui répond : « Je suis fort éloigné de regarder l'objet que vous désirez traiter comme le point fondamental de la religion, et, quand vous auriez raison en cela, il demeure encore vrai que c'est l'esprit qui vivifie. C'est le christianisme spirituel, intérieur et pratique qui manque probablement le plus à nos troupeaux, et je ne crois pas qu'une dispute soit plus propre à nous l'inspirer.»
Il refuse également de prendre parti entre les disciples de John Wesley qui prônent un arminianisme pur et dur selon lequel le salut n'est accessible que par la grâce seule et les calvinistes défenseurs de la double prédestination. Pour lui, « Redoutant les extrêmes, je me vois souvent forcé de prendre l'opposé de ceux qui outrent dans un sens quelconque ; et je suis arminien parce que la plupart d'entre vous sont trop calvinistes. Je serais calviniste, au contraire, si vous étiez arminiens. Au reste, je ne me souviens pas d'avoir jamais cru ni plus ni moins qu'actuellement à la prédestination ».
Sur ce point, il s’opposa même à un autre pasteur du Réveil, César Malan, auquel il reprocha son dogmatisme intransigeant : « La principale cause de tout le mal est ce fameux Malan, qui est de plus en plus exclusif et tout à l'heure un vrai pape, condamnant au feu tous les livres religieux dont il n'est pas l'auteur; accusant d'hérésie tous les prédicateurs qui ne prennent pas journellement le mot d'ordre chez lui, et défendant à son troupeau de les entendre; travaillant à former de ses sectateurs autant d'agents de sa haute police et de son saint office. J'aimerais mieux, en vérité, prêcher parmi les Turcs que parmi de tels chrétiens ». Cette polémique n'empêchera cependant pas César Malan d'assister aux funérailles de Félix Neff.

## Cantique écrit par Félix Neff
C'est Golgotha, c'est le Calvaire,

C'est le jardin des Oliviers,

Qui sont mes maisons de prière

Et mes rendez-vous journaliers.

Dans ce jardin, que vois-je en terre ?

Le Fils du grand Dieu prosterné,

Abattu, triste, consterné ! (bis)

C'est pour moi qu'il est en prière.

Grand Sacrificateur,

Priant pour le pécheur,

(2x)

Jésus ! Jésus ! ah ! souviens-toi

D'intercéder pour moi.
Chanté à l'origine sur l'air de La Marseillaise.
Musique de Mlle Zollikofer.

(Recueil Sur les Ailes de la Foi, no. 517)

## Anecdotes
- Lorsque Neff alla en France, il se trouva par hasard dans la compagnie d’un curé catholique romain qui ne le connaissait pas. Ils se rendaient à un même lieu et, comme ils voyageaient ensemble, la conversation tomba sur des matières religieuses. Notre pasteur, avec son bon sens ordinaire et son esprit juste, parla avec chaleur de la foi et des devoirs d’un ministre de l’Évangile ; mais il ne dit pas un seul mot qui pût blesser les préjugés ou faire naître les soupçons de son compagnon de voyage, qui peu à peu prenait un plus vif plaisir aux nouvelles idées religieuses que Neff développait devant lui. Ils arrivèrent à une église catholique romaine et le curé engagea son conseiller inconnu à entrer dans le sanctuaire sacré, et à invoquer les bénédictions du ciel sur leur pieux entretien. Neff s’empressa d’accepter cette invitation et tous deux prièrent en silence devant l’autel. Ils se séparèrent ensuite, sans que le curé eu le moindre soupçon de la différence qui existait entre leurs croyances respectives[24].
- Un protestant et un catholique se disputaient à l'auberge de Guillestre, sur la supériorité, de leur communion respective, tout en buvant à force. Neff ne disait rien. À la fin, le protestant se tourne vers lui et l'interpelle : « N'est-ce pas, monsieur le pasteur, que c'est notre religion qui est la meilleure ? Hélas ! mes amis, leur répondit-il, vous avez bien tort de vous disputer ainsi ; vous avez tous deux la même religion : le culte de la bouteille[25] ! »

## Les Amis de Félix Neff
Les Amis de Félix Neff est une association qui a pour objet de perpétuer le souvenir de Félix Neff.
Elle s’emploie depuis plusieurs années à essayer de racheter la maison dite de Félix Neff à Dormillouse afin d’y créer un lieu de mémoire mais, pour l’instant, elle n’y est pas parvenue en raison d’oppositions locales et du très grand nombre de copropriétaires. Cette maison n'a jamais appartenu à Félix Neff, mais il y a créé la première école de formation des maitres en France. L'association envisage aussi de restaurer le temple de Dormillouse et de mettre en place des chemins de découverte.
Les Amis de Félix Neff est une association d’intérêt général à caractère culturel (Loi de 1901). Elle a été déclarée à la préfecture de l’Isère le 20 janvier 1992 (J.O. du 5 février 1992). Son siège social est au 33 rue Georges Maeder, 38170 SEYSSINET PARISET.

## Travaux
Biographies
- Notice sur Félix Neff , anonyme,1831
- Article sur Neff dans la revue "La lanterne magique", 1834
- Vie de Félix Neff, pasteur dans les Hautes-Alpes anonyme, 1836
- Visite dans la portion des Hautes-Alpes de France qui fut le champ des travaux de Félix Neff par Ami Bost, 1841
- Félix Neff, missionnaire et prédicateur A. Marchand, 1868.
- Étude sur Félix Neff, homme de réveil par G. Vernier, 1914
- Sur les traces de st François d'Assise  ; un saint des temps modernes : Félix Neff, l'héritier d'Oberlin  par E. de Vernejoul, 1928
- Félix Neff, apôtre des Hautes-Alpes par S. Lortsch, 1933
- Félix Neff, porteur de feu par B. Vallotton, 1950
- (de) Der Waldenser Prediger Felix Neff par I. Weckerle, 1830
- (en) A memoir of Felix Neff, pastor of the High-Alps par W.S. Gilly, 1832
- (en) Memorials of Felix Neff, the Alpine pastor par T S. Ellerby, 1832
- (en) The mountain pastors, or Memoirs of Oberlin and Neff, anonyme, 1838

Œuvres
- "Le temps est court" méditation de Félix Neff sur 1 Corinthiens 7. 29-31 ou ici
- Méditation sur le Chap 4 de l'Epitre de St Jacques par Félix Neff, 1828 ; ou ici
- Lettres d'un prédicateur malade: à tous les frères et sœurs en Christ des paroisses qu'il a desservies par Félix Neff, 1839 (réédition)
- Lettres de Félix Neff, par Ami Bost, 1842 : Tome 1 Tome 2
- Lettres de Direction spirituelle inédites  : Complément à la Biographie  de l'Apôtre des Hautes-Alpes, 1934.
- (en) Letters and biography of Felix Neff, 1843

Postérité
- Essai sur les classes ou réunions d'expérience chrétienne en usage chez les Méthodistes par "un élève de Félix Neff", 1851
- L'élève de Félix Neff : le pasteur Rostan par M. Lelièvre, 1865

Divers
- "Le miel découlant du rocher" : traité qui décida de la conversion de Neff : édition de 1762 et de 1823.
- Vaudois et protestants dans les États de Savoie Piémont, du XVIe au XVIIIe siècle